# Centrale à cycle combiné gaz de Toul
La centrale à cycle combiné gaz de Toul est une centrale électrique thermique française fonctionnant au gaz naturel située à Toul dans le département de Meurthe-et-Moselle en région Grand Est. Elle a une puissance électrique installé de 445 MW et appartient au groupe Total depuis 2018.

## Présentation
Sur le site de l'ancienne base de l'OTAN de Toul-Croix-de-Metz, Poweo débute, en août 2010, les travaux de construction de la centrale, elle entre en service en juin 2013. La centrale possède une unité dite à cycle combiné, la combustion du gaz naturel permet de faire fonctionner une turbine à combustion puis une turbine à vapeur. La centrale est équipée d'une turbine à combustion Siemens SGT5-4000F et une turbine à vapeur Siemens SST5-3000 et affiche un rendement de 58 %.
Après avoir été la propriété de Poweo, puis du fonds d'investissement américain KKR, en 2018, c'est Total qui achète la centrale en même temps que la centrale à cycle combiné gaz de Pont-sur-Sambre. Total possède donc trois centrales à cycle combiné gaz avec la centrale de Bayet acheté aussi en 2018.